# Jonas Genberg
Jonas Genberg, född 22 januari 1759 i Härnösand, död 5 mars 1819 i Bygdeå, var en svensk präst och riksdagsman.

## Biografi
Jonas Genberg var son till Karl Genberg och Margaretha Kenzelia samt morbror till Carl Olof Delldén. Sedan han fått undervisning i hemmet av informatorer, gick han Härnösands skola och gymnasium. Han inskrevs 1777 vid Uppsala universitet, där han disputerade pro exercitio 1780 för Carl Fredrik Georgii om aristokratin under den ätt som tidigare kallats Folkungaätten, men idag oftare kallas Bjälboätten, och pro gradu 1782 för Jacob Axelsson Lindblom om orsaker till att olika statsskick i antikens Europa förändrades. Han promoverades sistnämnda år till magister och blev då huspredikant hos Carl Bunge samt prästvigdes. Han disputerade en tredje gång med Dissertatio historica, de antiquorum historicorum credulitate som preses, och verkade därefter som lektor i Härnösand. Under något år kombinerade han lektorstjänsten med att biträda sin far i Arnäs socken. 1795 blev han komminister i Själevads socken, och 1800 kyrkoherde i Arnäs socken, 1801 prost och vice kontraktsprost, och slutligen 1806 kyrkoherde i Bygdeå socken samt kontraktsprost i Västerbottens första kontrakt. 1809 blev han teologie doktor.
Genberg var fullmäktig för divisionen vid riksdagarna 1809, 1812 och 1817. Vid den sistnämnda riksdagen var han revisor i stats-, banco- och riksgäldsverken. Han avled strax hemkommen efter sista riksdag, och det ryktades om att han förgiftats för att han alltför frispråkigt försvarat norrlandsläseriet och stått upp för allmogen, vars präst han varit under rysshärjningarna.
Genberg var gift med Maria Christina Eurenius och fick med henne en stor barnaskara.